# Altap Salamander
Altap Salamander (ранее известный как Servant Salamander) — классический файл-менеджер для Microsoft Windows, вдохновленный Norton Commander. В отличие от других аналогов, он предоставляет возможность настройки своих функций в соответствии с уровнем опыта пользователя, позволяя скрывать опасные для начинающего пользователя функции. Программа имеет русскоязычную версию.
Разработка приложения началась в 1996 как хобби Petr Šolín (из Чехии), когда он был студентом. Первоначально программа распространялась по бесплатной лицензии freeware в 1997. При разработке использовался язык программирования Watcom C++, позднее стал применяться Microsoft Visual C++ 6.0. Последняя бесплатная версия 1.52 также доступна для скачивания с сайта Altap.
Первая версия по лицензии shareware 2.0 была выпущена в 2001 г. только что образованной компанией Altap. Salamander 2.0 поддерживал плагины архивации и просмотра различных форматов файлов. В ходе разработки версии 2.5 модульная архитектура была расширена для поддержки модулей файловых систем, FTP и прочих протоколов.
SDK для разработки модулей для версии 2.5 позволяет разработчикам модулей создавать новые модули для просмотра файлов, работы с архивами, работы с файловыми системами и выполнения иных задач.